# Su (kana)
En l'escriptura japonesa, els caràcters す (hiragana) i ス (katakana) són dues mores o kanes que ocupen la tretzena posició en el sistema modern d'ordenació alfabètica gojūon (五十音), entre し i せ; i el 47è i últim en el poema iroha, després de せ. En la taula a la dreta, que segueix l'ordre gojūon (per columnes, i de dreta a esquerra), es troba en la tercera columna (さ行, «columna SA») i la tercera fila (う段, «fila U»). En fonologia, una mora és la unitat superior al segment i inferior a la síl·laba.
El caràcter さ prové del kanji 寸, mentre que ス prové de 須. Poden dur l'accent dakuten: ず, ズ.

## Romanització
Segons els sistemes de romanització Hepburn modificat, Kunrei-shiki i Nihon-shiki:
- す, ス es romanitzen com a «su»
- ず, ズ es romanitzen com a «zu».

## Escriptura
|  | El caràcter す s'escriu amb dos traços: 1. Traç horitzontal. 2. Traç vertical que talla el primer traç, forma un bucle a l'esquerra i al final es corba cap a l'esquerra.                    |
|  | El caràcter ス s'escriu amb dos traços: 1. Traç compost per una línia horitzontal i una corba que va cap avall a l'esquerra, semblant al caràcter フ. 2. Traç diagonal cap avall a la dreta. |

## Altres representacions
- Sistema Braille:[5]

| ●● －● |

- Alfabet fonètic: 「すずめのス」 (»el su de suzume», on suzume significa pardal)
- Codi Morse: －－－・－[6]